# Greg Ballard
Gregory Ballard, detto Greg (Los Angeles, 29 gennaio 1955 – 9 novembre 2016), è stato un cestista e allenatore di pallacanestro statunitense, professionista nella NBA.

## Carriera
Venne selezionato dai Washington Bullets al primo giro del Draft NBA 1977 (4ª scelta assoluta).

## Palmarès

### Giocatore
- Campionato NBA: 1

Washington Bullets: 1978
- Campionato italiano: 1

Pesaro: 1987-88